# Cherish (Kool-&-the-Gang-Lied)
Cherish ist ein Lied von Kool & the Gang aus dem Jahr 1985, das von der Band geschrieben und auf ihrem sechzehnten Album Emergency veröffentlicht wurde.

## Geschichte
Cherish wurde erstmals im Mai 1985 veröffentlicht, wurde ein Nummer-eins-Hit in Kanada und wird gerne als Hochzeitshymne verwendet. Auf der B-Seite ist das Lied Ladies’ Night enthalten.
Es gibt verschieden lange Versionen des Liedes und auch Remixe; das Original ist 4:45 Minuten lang. Das Lied beginnt mit einem auf dem Keyboard gespielten Intro, in das ein Schlagzeug einfällt. Als Effekt werden Strandgeräusche eingespielt.
Es gibt auch einen Remix des Liedes, der 3:58 Minuten dauert und in dem die Strandklänge mit der Akustikgitarre kombiniert sind. Zusätzlich hört man weitere Trommeln, während James „JT“ Taylor singt.
Des Weiteren hörte man das Lied in der US-Filmkomödie 17 Again – Back to High School (2009).

## Musikvideo
Zu beginn des Videos spielt die Band den Song an einem Strand. Dann kommt eine Frau aus dem Wasser zu einem kleinen Jungen und seinem Vater, was der kleine Junge bemerkt. Der Mann geht zu der Frau und beide verlieben sich ineinander, nach der Begegnung laufen sie den Strand entlang. Beim Refrain sieht man mehrere Leute im Clip, während einer davon auf einem weißen Pferd reitet. Später sitzen alle an einem Tisch. Erneut sieht man das Paar allein, nachdem sie aufgestanden sind, während dort einer eine Skizze zeichnet und der kleine Junge dabei eine Sandburg baut. Am Abend sitzen alle an einem Lagerfeuer, am Ende nimmt einer ein Tuch weg und zum Vorschein kommen Worte, die im Sand geschrieben wurden: „Cherish the Love“.

## Coverversionen
Ein vom niederländischen Rapper Pappa Bear feat. Jan van der Toorn 1997 aufgenommenes Cover von Cherish war ebenfalls international erfolgreich. Zuvor nahm Pappa Bear einen Remix des Liedes auf. Im Video sieht man ihn mit zwei Frauen und Vaan Der Toorn in einem Hotel, der Clip wurde in Miami gedreht.
Weitere Coverversionen folgten von:
- 1992: Howard Carpendale (Leben mit dir)
- 1998: Klaus Hallen
- 2006: Katie Price feat. Peter André
- 2009: Jörg Bausch (Tornado)
- 2021: Frank Farian feat. Yanina[2]